# Ишбара Толис
Ишбара Толис е каган на Западнотюркския каганат през 634 – 638 година.
Той произлиза от рода Ашина и наследява на трона по-големия си брат Дулу. Първоначално се опитва да лавира между клановете дулу и нушиби, назначавайки начело на клановете десетима шадове – оттам те стават известни като десет стрели. Въпреки това през 638 година той е отстранен от своя родственик Юкук, подкрепян от дулу и се оттегля при нушиби.
През 659 година Ишбара Толис е пленен по време на експедиция на империята Тан в Седморечието и умира малко след това.